# Temporada da MLS de 1997
A Major League Soccer de 1997 foi a segunda edição da MLS.

## Estádios
| Colorado Rapids    | Columbus Crew          | D.C. United          | Dallas Burn        | Kansas City Wizards |
| ------------------ | ---------------------- | -------------------- | ------------------ | ------------------- |
| Mile High Stadium  | Ohio Stadium           | RFK Memorial Stadium | Cotton Bowl        | Arrowhead Stadium   |
| Capacidade: 76 273 | Capacidade: 102 329    | Capacidade: 46 000   | Capacidade: 92 100 | Capacidade: 81 425  |
|                    |                        |                      |                    |                     |
| Los Angeles Galaxy | New England Revolution | NY/NJ MetroStars     | San Jose Clash     | Tampa Bay Mutiny    |
| Rose Bowl          | Foxboro Stadium        | Giants Stadium       | Spartan Stadium    | Houlihan's Stadium  |
| Capacidade: 92 542 | Capacidade: 60 292     | Capacidade: 80 200   | Capacidade: 30 456 | Capacidade: 74 301  |
|                    |                        |                      |                    |                     |

## Classificação

### Classificação das Conferências
| Conferência Leste |                                |     |    |    |   |    |    |    |     |
| #                 | Equipe                         | Pts | J  | V  | E | D  | GP | GC | SG  |
| 1                 | D.C. United                    | 55  | 32 | 17 | 4 | 11 | 70 | 53 | +17 |
| 2                 | Tampa Bay Mutiny               | 45  | 32 | 14 | 3 | 15 | 55 | 60 | -5  |
| 3                 | Columbus Crew                  | 39  | 32 | 12 | 3 | 17 | 42 | 41 | +1  |
| 4                 | New England Revolution         | 37  | 32 | 11 | 4 | 17 | 40 | 53 | -13 |
| 5                 | New York/New Jersey MetroStars | 35  | 32 | 11 | 2 | 19 | 43 | 53 | -10 |

|  |                                |
|  | Classificados para os playoffs |

| Conferência Oeste |                     |     |    |    |   |    |    |    |     |
| #                 | Equipe              | Pts | J  | V  | E | D  | GP | GC | SG  |
| 1                 | Kansas City Wizards | 49  | 32 | 14 | 7 | 11 | 57 | 51 | +6  |
| 2                 | Los Angeles Galaxy  | 44  | 32 | 14 | 2 | 16 | 55 | 44 | +11 |
| 3                 | Dallas Burn         | 42  | 32 | 13 | 3 | 16 | 55 | 49 | +6  |
| 4                 | Colorado Rapids     | 38  | 32 | 12 | 2 | 18 | 50 | 59 | -9  |
| 5                 | San Jose Clash      | 30  | 32 | 9  | 3 | 20 | 55 | 59 | -4  |

|  |                                |
|  | Classificados para os playoffs |

### Classificação Geral
| Major League Soccer |                                |     |    |    |   |    |    |    |     |
| #                   | Equipe                         | Pts | J  | V  | E | D  | GP | GC | SG  |
| 1                   | D.C. United                    | 55  | 32 | 17 | 4 | 11 | 70 | 53 | +17 |
| 2                   | Kansas City Wizards            | 49  | 32 | 14 | 7 | 11 | 57 | 51 | +6  |
| 3                   | Tampa Bay Mutiny               | 45  | 32 | 14 | 3 | 15 | 55 | 60 | -5  |
| 4                   | Los Angeles Galaxy             | 44  | 32 | 14 | 2 | 16 | 55 | 44 | +11 |
| 5                   | Dallas Burn                    | 42  | 32 | 13 | 3 | 16 | 55 | 49 | +6  |
| 6                   | Columbus Crew                  | 39  | 32 | 12 | 3 | 17 | 42 | 41 | +1  |
| 7                   | Colorado Rapids                | 38  | 32 | 12 | 2 | 18 | 50 | 59 | -9  |
| 8                   | New England Revolution         | 37  | 32 | 11 | 4 | 17 | 40 | 53 | -13 |
| 9                   | New York/New Jersey MetroStars | 35  | 32 | 11 | 2 | 19 | 43 | 53 | -10 |
| 10                  | San Jose Clash                 | 30  | 32 | 9  | 3 | 20 | 55 | 59 | -4  |

|  |                                                       |
|  | MLS Supporters' Shield, Classificado para os playoffs |
|  | Classificados para os playoffs                        |

## Playoffs
|  | Semi-Finais de Conferência | Semi-Finais de Conferência | Semi-Finais de Conferência | Semi-Finais de Conferência | Semi-Finais de Conferência |   |                    | Finais de Conferência | Finais de Conferência | Finais de Conferência | Finais de Conferência | Finais de Conferência |  |  | MLS Cup '97 | MLS Cup '97 | MLS Cup '97 | MLS Cup '97 | MLS Cup '97 |
|  |                            |                            |                            |                            |                            |   |                    |                       |                       |                       |                       |                       |  |  |             |             |             |             |             |
|  | 1                          | D.C. United                | 4                          | 1 (4)                      | −                          |   |                    |                       |                       |                       |                       |                       |  |  |             |             |             |             |             |
|  | 4                          | New England Revolution     | 1                          | 1 (3)                      | −                          |   |                    |                       |                       |                       |                       |                       |  |  |             |             |             |             |             |
|  | 4                          | New England Revolution     | 1                          | 1 (3)                      | −                          |   | 1                  | D.C. United           | 3                     | 1                     | −                     |                       |  |  |             |             |             |             |             |
|  | Conferência Leste          |                            |                            |                            |                            |   | 1                  | D.C. United           | 3                     | 1                     | −                     |                       |  |  |             |             |             |             |             |
|  |                            | 3                          | Columbus Crew              | 2                          | 0                          | − |                    |                       |                       |                       |                       |                       |  |  |             |             |             |             |             |
|  | 2                          | 3                          | Columbus Crew              | 2                          | 0                          | − | Tampa Bay Mutiny   | 1                     | 0                     | −                     |                       |                       |  |  |             |             |             |             |             |
|  | 2                          |                            |                            |                            |                            |   | Tampa Bay Mutiny   | 1                     | 0                     | −                     |                       |                       |  |  |             |             |             |             |             |
|  | 3                          | Columbus Crew              | 2                          | 2                          | −                          |   |                    |                       |                       |                       |                       |                       |  |  |             |             |             |             |             |
|  |                            |                            |                            |                            |                            |   |                    |                       |                       |                       |                       |                       |  |  | L1          | D.C. United | 2           | −           | −           |
|  |                            |                            | O4                         | Colorado Rapids            | 1                          | − | −                  |                       |                       |                       |                       |                       |  |  |             |             |             |             |             |
|  | 1                          | Kansas City Wizards        | 0                          | 2                          | −                          |   |                    |                       |                       |                       |                       |                       |  |  |             |             |             |             |             |
|  | 4                          | Colorado Rapids            | 3                          | 3                          | −                          |   |                    |                       |                       |                       |                       |                       |  |  |             |             |             |             |             |
|  | 4                          | Colorado Rapids            | 3                          | 3                          | −                          |   | 4                  | Colorado Rapids       | 1                     | 2                     | −                     |                       |  |  |             |             |             |             |             |
|  | Conferência Oeste          |                            |                            |                            |                            |   | 4                  | Colorado Rapids       | 1                     | 2                     | −                     |                       |  |  |             |             |             |             |             |
|  |                            | 3                          | Dallas Burn                | 0                          | 1                          | − |                    |                       |                       |                       |                       |                       |  |  |             |             |             |             |             |
|  | 2                          | 3                          | Dallas Burn                | 0                          | 1                          | − | Los Angeles Galaxy | 0 (0)                 | 0                     | −                     |                       |                       |  |  |             |             |             |             |             |
|  | 2                          |                            |                            |                            |                            |   | Los Angeles Galaxy | 0 (0)                 | 0                     | −                     |                       |                       |  |  |             |             |             |             |             |
|  | 3                          | Dallas Burn                | 0 (2)                      | 3                          | −                          |   |                    |                       |                       |                       |                       |                       |  |  |             |             |             |             |             |

- As semi-finais e finais de conferência foram disputadas em melhor de três. A MLS Cup '97, que corresponde a final do torneio é disputada em jogo único.

## Semi-Finais de Conferência
Conferência Leste
Jogo 1
| 05 de outubro | D.C. United                        | 4 – 1 | New England Revolution | RFK Stadium, Washington D.C.         |
|               | Wegerle 13', 56' · Moreno 65', 76' |       | 24' Mike Burns         | Público: 12 540 Árbitro: Tim Weyland |

Jogo 2
| 08 de outubro | New England Revolution | 1 – 1 | D.C. United    | Foxboro Stadium, Foxborough |
|               | Moore (pên.) 72'       |       | 53' Etcheverry | Público: 16 233             |

|  |       | Penalidades |
|  | 3 - 4 |             |

- D.C. United venceu a série por 2 - 0, e avançou a final da conferência.

Jogo 1
| 05 de outubro | Tampa Bay Mutiny   | 1 – 2 | Columbus Crew                        | Houlihan's Stadium, Tampa          |
|               | Gilmar Batista 35' |       | 11' Jason Farrell · 83' Anthony Wood | Público: 8 272 Árbitro: Noel Kenny |

Jogo 2
| 08 de outubro | Columbus Crew                     | 2 – 0 | Tampa Bay Mutiny | Ohio Stadium, Columbus                 |
|               | McBride 43' · Robert Warzycha 73' |       |                  | Público: 13 102 Árbitro: Joshua Patlak |

- Columbus Crew venceu a série por 2 - 0, e avançou a final da conferência.

Conferência Oeste
Jogo 1
| 05 de outubro | Los Angeles Galaxy | 0 – 0 | Dallas Burn | Rose Bowl, Pasadena                  |
|               |                    |       |             | Público: 18 921 Árbitro: Kevin Stott |

|  |       | Penalidades |
|  | 0 - 2 |             |

Jogo 2
| 08 de outubro | Dallas Burn                                    | 3 – 0 | Los Angeles Galaxy | Cotton Bowl, Dallas                     |
|               | Dante Washington 29', 69' · Daniel Peinado 86' |       |                    | Público: 11 248 Árbitro: Esse Baharmast |

- Dallas Burn venceu a série por 2 - 0, e avançou a final da conferência.

Jogo 1
| 04 de outubro | Kansas City Wizards | 0 – 3 | Colorado Rapids                                      | Arrowhead Stadium, Kansas City      |
|               |                     |       | 25' Sean Henderson · 67' Paul Bravo · 75' Ross Paule | Público: 10 174 Árbitro: Brian Hall |

Jogo 2
| 08 de outubro | Colorado Rapids                  | 3 – 2 | Kansas City Wizards             | Mile High Stadium, Denver               |
|               | Paul Bravo 16', 68' · Harris 83' |       | 9' Vitalis Takawira · 88' Preki | Público: 13 177 Árbitro: Paul Tamberino |

- Colorado Rapids venceu a série por 2 - 0, e avançou a final da conferência.

## Finais de Conferência
Conferência Leste
Jogo 1
| 12 de outubro | D.C. United                    | 3 – 2 | Columbus Crew                  | Robert F. Kennedy Memorial Stadium, Washington, D.C. |
|               | Sanneh 9', 45' · Díaz Arce 29' |       | 57' Jason Farrell · 73' Dooley | Público: 11 720 Árbitro: Kevin Terry                 |

Jogo 2
| 15 de outubro | Columbus Crew | 0 – 1 | D.C. United   | Ohio Stadium, Columbus                 |
|               |               |       | 47' Díaz Arce | Público: 9 506 Árbitro: Arturo Angeles |

- D.C. United venceu a série por 2 - 0, e avançou a MLS Cup '97.

Conferência Oeste
Jogo 1
| 12 de outubro | Dallas Burn | 0 – 1 | Colorado Rapids | Cotton Bowl, Dallas                 |
|               |             |       | 57' Henderson   | Público: 7 376 Árbitro: Kevin Stott |

Jogo 2
| 15 de outubro | Colorado Rapids                 | 2 – 1 | Dallas Burn       | Mile High Stadium, Denver           |
|               | David Patiño 2' · Henderson 87' |       | 5' Damián Álvarez | Público: 18 452 Árbitro: Noel Kenny |

- Colorado Rapids venceu a série por 2 - 0, e avançou a MLS Cup '97.

## MLS Cup '97
| 26 de outubro de 1997 | D.C. United             | 2 – 1 | Colorado Rapids | Robert F. Kennedy Memorial Stadium, Washington, D.C. |
|                       | Sanneh 37' · Moreno 68' |       | 75' Adrián Paz  | Público: 57 431 Árbitro: Brian Hall                  |

## Campeões do Ano
- MLS Cup - D.C. United
- MLS Supporters' Shield - D.C. United
- U.S. Open Cup - Dallas Burn

## Competições Internacionais
Copa dos Campeões da CONCACAF
- Los Angeles Galaxy
Derrotou o  C.D. Luis Ángel Firpo por 2 - 0 (Quartas-de-Final).
Derrotou o  D.C. United por 1-0 (Semifinal).
Derrotado pelo  Cruz Azul por 5 - 3 (Final).

- D.C. United
Derrotou o  United Petrotrin por 1 - 0 (Quartas-de-Final).
Derrotado pelo  Los Angeles Galaxy por 1-0 (Semifinal).
Empatou com o  Chivas Guadalajara por 2 - 2 (Disputa de 3º Lugar).

## Premiações

### Jogador da Semana
| Semana    | Jogador da Semana      | Clube                  |
| --------- | ---------------------- | ---------------------- |
| Semana 1  | Dave Salzwedel         | San Jose Clash         |
| Semana 2  | Giuseppe Galderisi     | Tampa Bay Mutiny       |
| Semana 3  | Carlos Valderrama      | Tampa Bay Mutiny       |
| Semana 4  | Raúl Díaz Arce         | D.C. United            |
| Semana 5  | Dante Washington       | Dallas Burn            |
| Semana 6  | Roberto Donadoni       | MetroStars             |
| Semana 7  | Doctor Khumalo         | Columbus Crew          |
| Semana 8  | Damián Álvarez         | Dallas Burn            |
| Semana 9  | Chiquinho Conde        | New England Revolution |
| Semana 10 | Preki                  | Kansas City Wizards    |
| Semana 11 | Eric Wynalda           | San Jose Clash         |
| Semana 12 | Preki                  | Kansas City Wizards    |
| Semana 13 | Gilmar Batista         | Tampa Bay Mutiny       |
| Semana 14 | Paul Bravo             | Colorado Rapids        |
| Semana 15 | Tab Ramos              | MetroStars             |
| Semana 16 | Dante Washington       | Dallas Burn            |
| Semana 17 | Antony de Ávila        | MetroStars             |
| Semana 18 | Gilmar Batista         | Tampa Bay Mutiny       |
| Semana 19 | Wolde Sealassie Harris | Colorado Rapids        |
| Semana 20 | Thomas Dooley          | Columbus Crew          |
| Semana 21 | Giovanni Savarese      | MetroStars             |
| Semana 22 | Marco Etcheverry       | D.C. United            |
| Semana 23 | Eduardo Hurtado        | Los Angeles Galaxy     |
| Semana 24 | Cobi Jones             | Los Angeles Galaxy     |
| Semana 25 | Martín Vásquez         | Tampa Bay Mutiny       |
| Semana 26 | Marcelo Balboa         | Colorado Rapids        |

### Jogador do Mês
| Mês      | Jogador do Mês | Clube                  |
| -------- | -------------- | ---------------------- |
| Abril    | Jaime Moreno   | D.C. United            |
| Maio     | Alain Sutter   | Dallas Burn            |
| Junho    | John Harkes    | D.C. United            |
| Julho    | Wélton Melo    | Los Angeles Galaxy     |
| Agosto   | Brad Friedel   | Columbus Crew          |
| Setembro | Walter Zenga   | New England Revolution |

### Prêmios Individuais
| Prêmio          | Jogador           | Clube               |
| --------------- | ----------------- | ------------------- |
| Melhor Jogador  | Preki             | Kansas City Wizards |
| Maior Pontuador | Preki - (41 Pts.) | Kansas City Wizards |
| Defensor do Ano | Eddie Pope        | D.C. United         |
| Goleiro do Ano  | Brad Friedel      | Columbus Crew       |
| Novato do Ano   | Mike Duhaney      | Tampa Bay Mutiny    |
| Técnico do Ano  | Bruce Arena       | D.C. United         |
| Gol do Ano      | Marco Etcheverry  | D.C. United         |
| Fair Play       | Mark Chung        | Kansas City Wizards |

## Estatísticas

### Maiores Pontuadores
| Posição | Jogador           | Clube               | Gols | Assistências | Pontuação |
| ------- | ----------------- | ------------------- | ---- | ------------ | --------- |
| 1       | Preki             | Kansas City Wizards | 12   | 17           | 41        |
| 2       | Jaime Moreno      | D.C. United         | 16   | 8            | 40        |
| 3       | Raúl Díaz Arce    | D.C. United         | 15   | 6            | 36        |
| 4       | Ronald Cerritos   | San Jose Clash      | 12   | 10           | 34        |
| 5       | Giovanni Savarese | NY/NJ MetroStars    | 14   | 4            | 32        |
| 6       | Dante Washington  | Dallas Burn         | 12   | 6            | 30        |
|         | Lawrence Lozzano  | San Jose Clash      | 10   | 10           | 30        |
| 8       | Damian Alvarez    | Dallas Burn         | 11   | 7            | 29        |
| 9       | Mark Chung        | Kansas City Wizards | 10   | 8            | 28        |
|         | Chris Henderson   | Colorado Rapids     | 7    | 14           | 28        |

- O marcador é calculado da seguinte forma: 2 pontos por um gol e um ponto para um passe.

### Artilheiros
| Posição | Jogador           | Clube               | Gols |
| ------- | ----------------- | ------------------- | ---- |
| 1       | Jaime Moreno      | D.C. United         | 16   |
| 2       | Raúl Díaz Arce    | D.C. United         | 15   |
| 3       | Giovanni Savarese | NY/NJ MetroStars    | 14   |
| 4       | Preki             | Kansas City Wizards | 12   |
|         | Ronald Cerritos   | San Jose Clash      | 12   |
|         | Dante Washington  | Dallas Burn         | 12   |
| 7       | Damián Álvarez    | Dallas Burn         | 11   |
|         | Wélton            | Los Angeles Galaxy  | 11   |
| 9       | Lawrence Lozzano  | San Jose Clash      | 10   |
|         | Mark Chung        | Kansas City Wizards | 10   |

### Líderes de Assistências
| Posição | Jogador             | Clube               | Assistências |
| ------- | ------------------- | ------------------- | ------------ |
| 1       | Carlos Valderrama   | Tampa Bay Mutiny    | 19           |
| 2       | Preki               | Kansas City Wizards | 17           |
| 3       | Eddie Lewis         | San Jose Clash      | 14           |
| 4       | Chris Henderson     | Colorado Rapids     | 13           |
| 5       | Mauricio Cienfuegos | Los Angeles Galaxy  | 12           |
| 6       | Adrián Paz          | Columbus Crew       | 11           |
|         | Eric Wynalda        | San Jose Clash      | 11           |
|         | Marco Etcheverry    | D.C. United         | 11           |
|         | Robert Warzycha     | Columbus Crew       | 11           |
|         | Steve Ralston       | Tampa Bay Mutiny    | 11           |
|         | Tony Sanneh         | D.C. United         | 11           |

### Estatística dos Goleiros
(Mínimo 1,000 minutos)
| No. | Jogador          | Clube                  | Jogos | Minutos | Gols Sofridos | Percentual de GS | Vitórias | Derrotas |
| --- | ---------------- | ---------------------- | ----- | ------- | ------------- | ---------------- | -------- | -------- |
| 1   | Brad Friedel     | Columbus Crew          | 29    | 2,609   | 35            | 1.21             | 14       | 15       |
| 2   | Walter Zenga     | New England Revolution | 22    | 1,980   | 28            | 1.27             | 15       | 7        |
| 3   | Jorge Campos     | Los Angeles Galaxy     | 19    | 1,661   | 24            | 1.30             | 12       | 6        |
| 4   | Marcus Hahnemann | Colorado Rapids        | 25    | 2,157   | 37            | 1.54             | 13       | 10       |
| 5   | Mike Ammann      | Kansas City Wizards    | 29    | 2,597   | 45            | 1.56             | 21       | 8        |
| 6   | Mark Dodd        | Dallas Burn            | 30    | 2,700   | 48            | 1.60             | 14       | 16       |
| 7   | Tony Meola       | NY/NJ MetroStars       | 30    | 2,684   | 48            | 1.61             | 12       | 18       |
| 8   | David Kramer1    | San Jose Clash         | 21    | 1,831   | 33            | 1.62             | 7        | 14       |
| 9   | Scott Garlick    | D.C. United            | 14    | 1,171   | 22            | 1.69             | 9        | 5        |
| 10  | Dave Salzwedel   | San Jose Clash         | 20    | 1,679   | 35            | 1.88             | 7        | 11       |
| 11  | Mark Dougherty   | Tampa Bay Mutiny       | 25    | 2,143   | 45            | 1.89             | 15       | 10       |

- ↑Nota 1  - Jogou por mais de uma equipe. Citada apenas a equipe pela qual o jogador terminou a competição.

### Estatística dos Técnicos
| Técnico                 | Clube                  | Vitórias | Derrotas | PCT.  | PTS. | Empates |
| ----------------------- | ---------------------- | -------- | -------- | ----- | ---- | ------- |
| Bruce Arena             | D.C. United            | 21       | 11       | 0.656 | 55   | 4       |
| Ron Newman              | Kansas City Wizards    | 21       | 11       | 0.656 | 49   | 7       |
| John Kowalski           | Tampa Bay Mutiny       | 17       | 15       | 0.531 | 45   | 3       |
| Dave Dir                | Dallas Burn            | 16       | 16       | 0.500 | 42   | 3       |
| Tom Fitzgerald          | Columbus Crew          | 15       | 17       | 0.469 | 39   | 3       |
| Thomas Rongen           | New England Revolution | 15       | 17       | 0.469 | 37   | 4       |
| Glenn Myernick          | Colorado Rapids        | 14       | 18       | 0.438 | 38   | 2       |
| Octavio Zambrano        | Los Angeles Galaxy     | 13       | 7        | 0.650 | 37   | 1       |
| Carlos Alberto Parreira | NY/NJ MetroStars       | 13       | 19       | 0.406 | 35   | 2       |
| Brian Quinn             | San Jose Clash         | 7        | 10       | 0.412 | 19   | 1       |
| Laurie Calloway         | San Jose Clash         | 5        | 10       | 0.333 | 11   | 2       |
| Lothar Osiander         | Los Angeles Galaxy     | 3        | 9        | 0.250 | 7    | 1       |

### Público
| Clube                  | Jogos | Público Total | Média Por Jogo |
| ---------------------- | ----- | ------------- | -------------- |
| New England Revolution | 16    | 342,762       | 21,423         |
| Los Angeles Galaxy     | 16    | 330,015       | 20,626         |
| NY/NJ MetroStars       | 16    | 270,388       | 16,899         |
| D.C. United            | 16    | 267,171       | 16,698         |
| Columbus Crew          | 16    | 240,680       | 15,043         |
| San Jose Clash         | 16    | 217,546       | 13,597         |
| Colorado Rapids        | 16    | 189,355       | 11,835         |
| Tampa Bay Mutiny       | 16    | 181,322       | 11,333         |
| Dallas Burn            | 16    | 154,845       | 9,678          |
| Kansas City Wizards    | 16    | 144,935       | 9,058          |
| Total                  | 160   | 2,339,019     | 14,619         |